# Skupine (sura)
Skupine (arabsko Az-Zumar) je 39. sura (poglavje) v Koranu, ki jo sestavlja 75 ajatov (verzov). Je meška sura.
Med opravljanjem molitve (salata oz. namaza) pri tej suri verniki opravijo 8 ruku'jev (priklonov).